# 陈傅良
陈傅良（1137年—1203年），字君举，号止斋，浙江温州瑞安湗村（今署塘下镇罗凤办事处）人。中國南宋時期学者。

## 生平
父亲陈彬是塾師。生于宋高宗绍兴七年十一月二十四日（1138年1月8日），九歲時父母雙亡，由祖母養大。早年以教书为业，乾道五年（1169年），随薛季宣於江苏常州就讀，乾道八年中进士，淳熙三年（1176年），参知政事龚茂良推薦為太学录。淳熙五年十一月出任福州通判，深得福州知州兼福建安抚使梁克家的重用，编纂《淳熙三山志》。後主管台州崇道观，僅半薪。淳熙十一年任湖南桂阳军知军，升任湖南提举。绍熙元年（1190年）十月改任浙西提刑，为官清廉。绍熙四年（1193年）升任代理中书舍人。宋宁宗即位，任中书舍人兼侍讲。因依托朱熹被韩侂胄排擠，歸鄉閉門讀書，不问政事。
陈傅良是永嘉学派的主要代表之一，为学主“经世致用”，反对性理空谈，与同时期的学者陈亮近似，世称“二陈”，世称止斋先生。嘉泰三年（1203年）冬卒於家。今其墓在瑞安塘下凤山凤川村凤凰山南坡。由叶适撰墓志铭。著有《历代兵制》、《毛诗解诂》、《周礼说》、《春秋后传》、《止斋后集》等。

## 評價
- 全祖望评：“永嘉诸子，……止斋最称醇恪，观其所得，似较艮斋更平实，占得地步也”[2]。

## 延伸阅读
[在维基数据编辑]
 在维基文库阅读此作者作品
 《宋史/卷434》，出自脱脱《宋史》